# Contea di Huron (Michigan)
La contea di Huron, in inglese Huron County, è una contea dello Stato del Michigan, negli Stati Uniti. La popolazione al censimento del 2000 era di 36 079 abitanti. Il capoluogo di contea è Bad Axe.